# جون جاي وتن
جون جاي وتن (بالإنجليزية: John J. Wooten)‏ هو كاتب مسرحي أمريكي، ولد في 11 أكتوبر 1965.